# Irene Cara
Irene Cara Escalera (New York, 18 marzo 1959 – Largo, 25 novembre 2022) è stata un'attrice, cantante e ballerina statunitense.
Ha raggiunto la notorietà nel 1980 come interprete del film Saranno famosi e del relativo tema musicale Fame, vincitore dell'Oscar alla migliore canzone. Successivamente nel 1983 ha scritto ed eseguito il brano di successo Flashdance... What a Feeling per il film Flashdance, grazie al quale riceve un Oscar alla migliore canzone, un Grammy Award alla miglior interpretazione vocale femminile pop e un Golden Globe per la migliore canzone originale.

## Biografia
Di origini africane, cubane e portoricane, Irene Cara nasce nel Bronx, e canta in alcune trasmissioni televisive in lingua spagnola già a tre anni; partecipa al concorso di Little Miss America, entrando nella rosa delle cinque finaliste. Dall'età di cinque anni inizia a prendere lezioni di piano, canto e ballo apparendo anche al The Tonight Show di Johnny Carson e all'Original Amateur Hour. Nel 1968, a soli nove anni, pubblica il suo primo album, Esta es Irene inciso in spagnolo, e nello stesso periodo un album di canzoni natalizie in inglese. Nello stesso anno fa il suo debutto a Broadway nel musical Maggie Flynn dove recita al fianco di Jack Cassidy.
Debutta in televisione nel 1970 nella serie Love of Life e nello stesso anno diventa presenza fissa nel programma educativo per ragazzi The Electric Company. Nello stesso anno recita nuovamente a teatro nel musical The Me Nobody Knows per il quale appare anche nella colonna sonora ufficiale con il brano Black, e nel 1972 in Via Galactica, musical rock fantascientifico dove recita al fianco di Raúl Juliá. Nel 1975 debutta al cinema come protagonista del film inedito in Italia Aaron Loves Angela, diretto da Gordon Parks Jr., sorta di versione ispanica di Romeo e Giulietta, e l'anno successivo è nuovamente protagonista del musical cinematografico Sparkle, film ispirato alla carriera del gruppo musicale The Supremes ed appare anche in una puntata di Kojak.
Nel 1979 è nel cast della serie Radici - Le nuove generazioni, ideata e prodotta da Marlon Brando, ma è nel 1980 grazie al film Saranno famosi che diventa popolare in tutto il mondo. Nel musical recita il ruolo di Coco Hernandez e canta il tema del film Fame che vince l'Oscar alla migliore canzone. In principio fu scritturata come semplice ballerina ma, quando i produttori del film la sentirono cantare, riscrissero completamente il ruolo. Per la colonna sonora del film incise anche Hot Lunch Jam e Out Here on My Own quest'ultimo anch'esso candidato agli Oscar. Le candidature di queste due canzoni stabilirono alcuni record: per la prima volta vennero candidate due canzoni estratte dallo stesso film nella stessa categoria e incise dallo stesso artista, per la prima volta una donna. Inoltre fu una delle poche artiste a eseguire più di una canzone durante una cerimonia degli Oscar. La cantante infatti si esibì in entrambi i brani nel corso della premiazione.
L'enorme successo di Saranno famosi le procura anche una candidatura al Grammy Award nel 1980 come migliore nuova artista femminile e migliore nuova artista pop, oltre che una al Golden Globe come migliore attrice protagonista femminile di un musical. Tuttavia quando Saranno famosi diventa una serie televisiva, Irene Cara non accetta di continuare ad interpretare il ruolo di Coco Hernandez, preferendo realizzare una sitcom semi autobiografica incentrata sulla sua personalità dal titolo Irene. La serie dopo 5 anni, pur ottenendo i favori della critica, fu cancellata per i bassi ascolti ottenuti. In seguito appare in alcuni film televisivi e continua a lavorare sia al cinema che in teatro.
Nel 1983 raggiunge l'apice della sua carriera musicale con il brano Flashdance... What a Feeling, tema portante del film Flashdance, scritto e prodotto da Giorgio Moroder. Sia il film che la canzone ottengono un successo planetario, vincendo anche l'Oscar alla migliore canzone nel 1984. La Cara fu la prima cantante ispanica a riceverlo come autrice. Il singolo verrà remixato e ricantato varie volte negli anni, e nel marzo 2007 Flashdance... What a Feeling viene classificata alla posizione numero 22 fra le canzoni di maggior successo della storia della musica, oltre che la quarta canzone di maggior successo di un'artista femminile dietro Believe di Cher, My Heart Will Go On di Céline Dion e I Will Always Love You di Whitney Houston.
Nel 1984 pubblica il singolo Breakdance, che segna il suo ultimo ingresso nella top ten americana all'ottavo posto. Successivamente recita in alcune commedie di scarso successo come Per piacere... non salvarmi più la vita e Ore 13: dopo il massacro la caccia, e nel 1987 pubblica il suo quinto ed ultimo album, Carasmatic, che non ottenne alcun successo. Tra la fine degli anni ottanta e l'inizio degli anni novanta continua a recitare al cinema, in teatro ed in televisione, dandosi anche al doppiaggio, ma ormai lontana dal successo dei primi anni di carriera.
A metà degli anni novanta incide dei singoli eurodance, tra cui due rifacimenti di brani italiani, ma con testi diversi: You Need Me, cover di Ti sento dei Matia Bazar e All My Heart, cover di Movin' On dei Novecento. Negli anni 2000 si è concentrata sulla sua attività dal vivo, sia come solista che con il suo gruppo Hot Caramel con il quale è tornata ad incidere un album nel 2011 dal titolo Irene Cara Presents Hot Caramel con i quali si è esibita fino al 2016. Ha preso parte anche a due reality show musicali: il primo nel 2005 Hit Me, Baby, One More Time per la NBC, e nel 2008 in Gone Country.
È morta il 25 novembre 2022 a 63 anni nella sua casa a Largo, in Florida. L'annuncio della sua scomparsa è stato dato dalla sua pubblicista Judith A. Moose tramite un comunicato rilasciato su Twitter. Le cause del decesso sono state in seguito identificate come aterosclerosi e cardiopatia ipertensiva; inoltre era diabetica.

## Vita privata
È stata sposata dal 1986 al 1991 con lo stuntman e regista Conrad Palmisano. Non ebbe figli.

## Discografia

### Album in studio
- 1968: Esta es Irene (GEMA LPG-3063) (Solo Stati Uniti)
- 1982: Anyone Can See (Epic EPC 25208)
- 1983: What a Feelin' (Network Records-Epic EPC 25730)
- 1987: Carasmatic (Elektra Records 960 724-1)
- 2011: Irene Cara presents: Hot Caramel (Caramel Productions Music Inc)

### Colonne sonore
- 1971: The Me Nobody Knows - Atlantic Records
- 1980: Fame - The Original Soundtrack From The Motion Picture - PolyGram
- 1983: Flashdance - Casablanca Records
- 1984: D.C. Cab Soundtrack - Geffen Records
- 1985: City Heat Soundtrack - Warner Bros.
- 1989: All Dogs Go to Heaven Soundtrack - MGM
- 1991: Ombre sulla Cina - China Cry - Warner Bros.
- 2007: Downtown: A Street Tale - MGM

### Singoli
- 1979 - Makin' love with me/You will not lose (Festival 2145)
- 1980 - Fame/Never alone (RSO – 2090 450)
- 1980 - Out here on my own (RSO – 2090 450)
- 1981 - Anyone can see/Why (Network Records NW-47950)
- 1982 - My baby (He's something else)/Slow down (Network Records NW-48011)
- 1982 - Reach out i'll be there/Don't throw your love away (Epic EPCA-3272)
- 1983 - You were made for me/Receiving (Geffen Records 7-29257)
- 1983 - The Dream (Hold On To Your Dream)/Receiving (Geffen Records)
- 1983 - Flashdance... What a Feeling/Found it (Casablanca Records, 812 353-1)
- 1983 - Why me?/Talk too much (Epic, EPC A 3794)
- 1984 - Breakdance/Cue me up (Geffen Records, EPC A 3794)
- 1987 - Girlfriends/Dying for your love (Elektra ED 5212)
- 1988 - I can fly/Girlfriends (Metronome 887 623-1)
- 1989 - Love Survives (Curb Records CRB-10570) con Freddie Jackson
- 1995 - Rhythm of my life (Polydor 855967-2)
- 1996 - You need me (Ti sento) (UDP UDP 1040) - cover dei Matia Bazar con testo diverso
- 1996 - All my heart (UDP UDP 1047) - cover di Movin' on dei Novecento con testo diverso
- 2000 - What a Feeling (EAMS DJ Bobo Remix)
- 2001 - Flashdance 2001 (What A Feeling) (Hyperion Dance) - E-Motion Remix
- 2005 - What a feeling (Cassagrande) - Groove Lickers Remix

### Promo
- 1980 - Red Light/Hot Lunch Jam (RSO – RSOX 64, 12") - split con Linda Clifford
- 1982 - Thunder in my heart/Reach out i'll be there (Network Records AS-11548, 12")
- 1983 - Runaway/Why Me (CBS, Epic – JC 15111, promo jukebox) - split con Freur
- 1983 - Didin/Flashdance...What A Feeling (PolyGram – AS 5000 655, promo jukebox) - split con Rossana Casale

## Filmografia

### Cinema
- Aaron Loves Angela, regia di Gordon Parks Jr. (1975)
- Sparkle, regia di Sam O'Steen (1976)
- Apple pie, regia di Howard Goldberg (1976)
- Saranno famosi (Fame), regia di Alan Parker (1980)
- Killing 'em Softly, regia di Max Fischer (1982)
- Per piacere... non salvarmi più la vita (City Heat), regia di Richard Benjamin (1984)
- Ore 13: dopo il massacro la caccia (Certain fury), regia di Stephen Gyllenhaal (1985)
- Busted up, regia di Conrad E. Palmisano (1986)
- Biancaneve - E vissero felici e contenti (Happily ever after), regia di John Howley (1990 - voce di Biancaneve)
- Caged in Paradiso, regia di Mike Snyder (1990)
- Il viaggio fantastico (Die Abenteuer von Pico und Columbus ), regia di Michael Schoemann (1992 - voce di Marilyn)

### Televisione
- Love of life – serie TV (1970-1971)
- The electric company – serie TV (1971-1972)
- Kojak – serie TV, episodio 4x07 (1976)
- What's Happening!! – sitcom (1977)
- Radici - Le nuove generazioni – serie TV, 3 episodi (1979)
- La tragedia della Guiana – film TV (1980)
- Irene – film TV (1981)
- Sister, sister – film TV (1982)
- American Playhouse – serie TV (1983)
- Bustin' Loose – serie TV (1988)
- La legge di Bird – serie TV, 1 episodio (1991)
- Giochi segreti a Las Vegas – serie TV (1992)